# Fulscot
Fulscot – osada w Anglii, w hrabstwie Oxfordshire, w dystrykcie South Oxfordshire. Leży 18 km na południe od Oksfordu i 76 km na zachód od Londynu.